# Abreschviller
Abreschviller é uma comuna francesa na região administrativa de Grande Leste, no departamento de Mosela. Estende-se por uma área de 41,29 km². Em 2010 a comuna tinha 1 433 habitantes (densidade: 34,7 hab./km²).5 hab/km².